# Resolutie 385 Veiligheidsraad Verenigde Naties
Resolutie 385 van de Veiligheidsraad van de Verenigde Naties werd unaniem aangenomen op 30 januari 1976. De Veiligheidsraad eiste in deze resolutie dat de bezetting van Zuidwest-Afrika door Zuid-Afrika zou worden beëindigd en dat er vrije verkiezingen voor het Namibische volk zouden worden gehouden.

## Achtergrond
Nadat de VN het Zuid-Afrikaanse mandaat over Zuidwest-Afrika hadden beëindigd, weigerde Zuid-Afrika het gebied te verlaten. Het land negeerde jarenlang de VN-resoluties die hiertoe een oproep of eis deden. Zuid-Afrika richtte thuislanden op om de eenheid van de Namibiërs te breken. De VN vroeg dat het Namibische volk via vrij verkiezingen zijn zelfbeschikkingsrecht zou kunnen uitoefenen.

## Inhoud
De Veiligheidsraad:
- Heeft de verklaring van de voorzitter van de VN-Raad voor Namibië gehoord.
- Heeft de verklaring van de administratief secretaris van het Zuidwest-Afrikaanse Volksorganisatie (een politieke organisatie in toenmalig Zuidwest-Afrika) Moses Garoeb overwogen.
- Herinnert aan resolutie 2145 (XXI) van de Algemene Vergadering uit 1966 die het Zuid-Afrikaanse mandaat over Namibië beëindigde en 2248 (S-V) uit 1967 die de VN-Raad voor Namibië oprichtte.
- Herinnert aan zijn resoluties 245, 246, 264, 269, 276, 282, 283, 284, 300, 301, 310 en 366.
- Herinnert aan het advies van het Internationaal Gerechtshof in 1971 dat Zuid-Afrika verplicht is zich terug te trekken.
- Herbevestigt de juridische verantwoordelijkheid van de VN voor Namibië.
- Is bezorgd over Zuid-Afrika's blijvende illegale bezetting en weigering zich te schikken naar VN-resoluties.
- Is erg bezorgd over Zuid-Afrika's brutale onderdrukking van het Namibische volk, de schending van hun mensenrechten, pogingen om de nationale eenheid en territoriale integriteit te vernietigen en de militaire uitbreiding in het gebied.
- Betreurt ten zeerste de militarisatie van Namibië door illegale bezetter Zuid-Afrika.

1. Veroordeelt de illegale bezetting van Namibië door Zuid-Afrika.
2. Veroordeelt de racistische- en repressieve wetten in Namibië.
3. Veroordeelt de militaire uitbreiding en het gebruik van Namibië als uitvalsbasis voor aanvallen op buurlanden.
4. Eist dat Zuid-Afrika de thuislandenpolitiek onmiddellijk stopzet.
5. Veroordeelt Zuid-Afrika verder voor het niet uitvoeren van resolutie 366.
6. Veroordeelt verder de pogingen om de VN-eis voor vrije verkiezingen te ontwijken.
7. Verklaart dat vrije verkiezingen nodig zijn om het Namibische volk zijn eigen toekomst te laten bepalen.
8. Beslist verder dat er voldoende tijd wordt gelaten om de verkiezingen te kunnen organiseren.
9. Eist dat Zuid-Afrika de voorwaarden voor vrije verkiezingen aanvaard, voldoet aan de VN-resoluties en de territoriale integriteit en eenheid van Namibië erkent.
10. Herhaalt zijn eis aan Zuid-Afrika om zijn bestuur terug te trekken en de macht over te dragen aan het volk.
11. Eist opnieuw dat Zuid-Afrika in de tussentijd:
a. Voldoet aan de Universele verklaring van de rechten van de mens.
b. politieke gevangenen vrijlaat.
c. Discriminerende en repressieve wetten herroept.
d. Verbannen Namibiërs vrije terugkeer toestaat.
12. Besluit om op de hoogte te blijven en tegen 31 augustus opnieuw bijeen te komen, om te kijken in hoeverre Zuid-Afrika aan deze resolutie voldoet. Anders zullen verdere maatregelen worden overwogen.

## Verwante resoluties
- Resolutie 342 Veiligheidsraad Verenigde Naties
- Resolutie 366 Veiligheidsraad Verenigde Naties
- Resolutie 431 Veiligheidsraad Verenigde Naties
- Resolutie 432 Veiligheidsraad Verenigde Naties

Lijst ·  385 ·  386 ·  387 ·  388 ·  389 ·  390 ·  391 ·  392 ·  393 ·  394 ·  395 ·  396 ·  397 ·  398 ·  399 ·  400 ·  401 ·  402